# 6j記号
ウィグナーの6j記号は、1940年にユージン・ウィグナーによって定義され、1965年に発表された。ラカー係数と次のような関係にある。
{\displaystyle {\begin{Bmatrix}j_{1}&j_{2}&j_{3}\\j_{4}&j_{5}&j_{6}\end{Bmatrix}}=(-1)^{j_{1}+j_{2}+j_{4}+j_{5}}W(j_{1}j_{2}j_{5}j_{4};j_{3}j_{6}).}
ラカー係数よりも高い対称性を持っている。

## 対称性
6j記号は任意の二つの列の交換に対して不変である。
{\displaystyle {\begin{Bmatrix}j_{1}&j_{2}&j_{3}\\j_{4}&j_{5}&j_{6}\end{Bmatrix}}={\begin{Bmatrix}j_{2}&j_{1}&j_{3}\\j_{5}&j_{4}&j_{6}\end{Bmatrix}}={\begin{Bmatrix}j_{1}&j_{3}&j_{2}\\j_{4}&j_{6}&j_{5}\end{Bmatrix}}={\begin{Bmatrix}j_{3}&j_{2}&j_{1}\\j_{6}&j_{5}&j_{4}\end{Bmatrix}}.}
任意の2つの列における上下の要素を入れ替えても不変である。
{\displaystyle {\begin{Bmatrix}j_{1}&j_{2}&j_{3}\\j_{4}&j_{5}&j_{6}\end{Bmatrix}}={\begin{Bmatrix}j_{4}&j_{5}&j_{3}\\j_{1}&j_{2}&j_{6}\end{Bmatrix}}={\begin{Bmatrix}j_{1}&j_{5}&j_{6}\\j_{4}&j_{2}&j_{3}\end{Bmatrix}}={\begin{Bmatrix}j_{4}&j_{2}&j_{6}\\j_{1}&j_{5}&j_{3}\end{Bmatrix}}.}
6j記号
{\displaystyle {\begin{Bmatrix}j_{1}&j_{2}&j_{3}\\j_{4}&j_{5}&j_{6}\end{Bmatrix}}}
は、{\displaystyle j_{1}}、{\displaystyle j_{2}}、{\displaystyle j_{3}}に対して、以下の三角不等式を満たさない場合は0となる。
{\displaystyle j_{1}=|j_{2}-j_{3}|,\ldots ,j_{2}+j_{3}.}
上下の要素の入れ替えに対する対称性とあわせて考えると、{\displaystyle (j_{1},j_{5},j_{6})}、{\displaystyle (j_{4},j_{2},j_{6})}、{\displaystyle (j_{4},j_{5},j_{3})}に対しても三角不等式が満たされなければならない。

## 別の形
{\displaystyle {\begin{Bmatrix}a&b&c\\d&e&f\end{Bmatrix}}=\prod _{i=1}^{4}{\sqrt {\Delta ({\hat {\alpha }}_{i})}}\sum _{k}(-1)^{k}{\frac {(k+1)!}{\prod _{j=1}^{4}(k-\alpha _{j})!\prod _{l=1}^{3}(\beta _{l}-k)!}}}
ここで、
{\displaystyle {\begin{aligned}\Delta (a,b,c)={\frac {(a+b-c)!(a-b+c)!(-a+b+c)!}{(a+b+c+1)!}}\end{aligned}}}
{\displaystyle {\begin{aligned}{\hat {\alpha }}_{1}&=(a,b,c)&{\hat {\alpha }}_{2}&=(d,e,c)&{\hat {\alpha }}_{3}&=(a,e,f)&{\hat {\alpha }}_{4}&=(d,b,f)\\\alpha _{1}&=a+b+c&\alpha _{2}&=d+e+c&\alpha _{3}&=a+e+f&\alpha _{4}&=d+b+f\\\beta _{1}&=a+b+d+e&\beta _{2}&=a+c+d+f&\beta _{3}&=b+c+e+f\end{aligned}}}

## 特殊な場合
{\displaystyle j_{6}=0}となる場合、6j記号は次のようになる。
{\displaystyle {\begin{Bmatrix}j_{1}&j_{2}&j_{3}\\j_{4}&j_{5}&0\end{Bmatrix}}={\frac {\delta _{j_{2},j_{4}}\delta _{j_{1},j_{5}}}{\sqrt {(2j_{1}+1)(2j_{2}+1)}}}(-1)^{j_{1}+j_{2}+j_{3}}\Delta (j_{1},j_{2},j_{3}).}
{\displaystyle (j_{1},j_{2},j_{3})}が三角不等式を満たす場合、{\displaystyle \Delta (j_{1},j_{2},j_{3})}は1となり、それ以外は0となる。この対称性の関係は、どれかの{\displaystyle j}が0となる場合の導出に用いられる。

## 直交性
6j記号は次の直交関係を満たす。
{\displaystyle \sum _{j_{3}}(2j_{3}+1){\begin{Bmatrix}j_{1}&j_{2}&j_{3}\\j_{4}&j_{5}&j_{6}\end{Bmatrix}}{\begin{Bmatrix}j_{1}&j_{2}&j_{3}\\j_{4}&j_{5}&j_{6}'\end{Bmatrix}}={\frac {\delta _{j_{6}^{}j_{6}'}}{2j_{6}+1}}\Delta (j_{1},j_{5},j_{6})\Delta (j_{4},j_{2},j_{6}).}

## 参考
- クレブシュ-ゴルダン係数
- 3j記号
- ラカー係数

## 文献
- Biedenharn, L. C.; van Dam, H. (1965). Quantum Theory of Angular Momentum: A collection of Reprints and Original Papers. New York: Academic Press. ISBN 0120960567

- Edmonds, A. R. (1957). Angular Momentum in Quantum Mechanics. Princeton, New Jersey: Princeton University Press. ISBN 0-691-07912-9

- Condon, Edward U.; Shortley, G. H. (1970). “Chapter 3”. The Theory of Atomic Spectra. Cambridge: Cambridge University Press. ISBN 0-521-09209-4
- Messiah, Albert (1981). Quantum Mechanics (Volume II) (12th edition ed.). New York: North Holland Publishing. ISBN 0-7204-0045-7

- Brink, D. M.; Satchler, G. R. (1993). “Chapter 2”. Angular Momentum (3rd edition ed.). Oxford: Clarendon Press. ISBN 0-19-851759-9

- Zare, Richard N. (1988). “Chapter 2”. Angular Momentum. New York: John Wiley. ISBN 0-471-85892-7

- Biedenharn, L. C.; Louck, J. D. (1981). Angular Momentum in Quantum Physics. Reading, Massachusetts: Addison-Wesley. ISBN 0201135078
- Johansson, H. T., & Forssén, C. (2016). Fast and accurate evaluation of Wigner 3 j, 6 j, and 9 j symbols using prime factorization and multiword integer arithmetic. SIAM Journal on Scientific Computing, 38(1), A376-A384.